# Seznam balonarskih festivalov v Sloveniji
Seznam balonarskih festivalov v Sloveniji

## 1994
- 2. Mednarodni balonarski festival BOHINJ (februar)

## 1996
- 1. BTC festival

## 1997
- 2. BTC festival

## 1998
- 3. BTC festival

## 1999
- 7. Mednarodni balonarski festival BOHINJ
- 4. BTC festival

## 2000
5. BTC festival

## 2001
- 9. Mednarodni balonarski festival BOHINJ
- 6. BTC festival

## 2002
- 10. Mednarodni balonarski festival BOHINJ; Sodelujoči baloni: BTC, Israbenz plini, Petrol, Persil, Matko servis, NLB, HYPO. Kovintrade Buderus, Cetis, Lek
- Miklavžev polet MURSKA SOBOTA
- Balonarski festival Vojnik

## 2003
- Izola
- Miklavžev polet MURSKA SOBOTA (5. december)
- Balonarski piknik CELJE

## 2004
- 8. mednarodni balonarski festival PTUJ
- 12. mednarodni balonarski festival BOHINJ (februar)
- Miklavžev polet MURSKA SOBOTA (6. december)
- 2. balonarski piknik Vojnik (30. oktober 2004)
- 10. balonarski festival Moravci  (16-18. januar 2004)

## 2005
- 9. balonarski festival PTUJ (29. julij)
- Balonarski piknik CELJE (29. oktober)
- Vojnik

## 2006
- 10. mednarodni balonarski festival PTUJ (27. junij - 30. junij)
- Miklavžev polet MURSKA SOBOTA  (7. december)

## 2007
- Maribor
- Ptuj Kurentovanje (18. februar)
- Balonarski festival PTUJ (26. julij - 29.julij)
- Vojnik

## 2008
- 3. balonarski festival BAKOVCI (10. maj)
- 1. Mednarodni balonarski festival BLED (februar)
- IAS 2008 Maribor  (13.-16.6.)
- Balonarski piknik Skoke (26.7.)
- Griblje Kolpa  Organizator Tedl
- Vojnik (april)

## 2009
- 13. Mednarodni balonarski festival PTUJ
- 1. Balonarski piknik "Za prijatelje"; organizator: Balonarsko društvo Juršinci
- Cvičkarijada Podbočje

## 2010
- Mednarodni balonarski festival BAKOVCI
- 2. Balonarski piknik "Za prijatelje"; organizator: Balonarsko društvo Juršinci

## 2011
- 4. Mednarodni balonarski festival BLED (februar)
- Mednarodni balonarski festival BAKOVCI (maj)
- 15. Mednarodni balonarski festival PTUJ (julij)
- 3. Balonarski piknik "Za prijatelje"; organizator: Balonarsko društvo Juršinci
- 1. Martinov balonarski festival MAJŠPERK; organizator: Balonarski klub OPA

## 2012
- 16. Mednarodni balonarski praznik PTUJ
- 5. Mednarodni balonarski festival BLED (februar)
- 4. Balonarski piknik "Za prijatelje"; organizator: Balonarsko društvo Juršinci
- 2. Martinov balonarski festival MAJŠPERK; organizator: Balonarski klub OPA

## 2013
- Miklavžev polet MURSKA SOBOTA (december)
- 5. Balonarski piknik "Za prijatelje"; organizator: Balonarsko društvo Juršinci
- 3. Martinov balonarski festival MAJŠPERK; organizator: Balonarski klub OPA

## 2014
- 4. Mednarodni Martinov balonarski festival MAJŠPERK - 7.-9. november; organizator: Balonarski klub OPA
- 6. Balonarski piknik "Za prijatelje"; organizator: Balonarsko društvo Juršinci
- 4. Martinov balonarski festival MAJŠPERK; organizator: Balonarski klub OPA

## 2015
- 10. Balonarski festival BAKOVCI (maj)
- 5. Martinov balonarski festival MAJŠPERK; organizator: Balonarski klub OPA

## 2016
- 6. Martinov balonarski festival MAJŠPERK; organizator: Balonarski klub OPA

## 2017
- 12. Balonarski festival BAKOVCI (maj)
- 7. Martinov balonarski festival MAJŠPERK; organizator: Balonarski klub OPA

## 2018
- 8. Martinov balonarski festival MAJŠPERK; organizator: Balonarski klub OPA

## 2019
- 13. Balonarski festival BAKOVCI (maj) - ODPOVEDAN
- 9. Martinov balonarski festival MAJŠPERK; organizator: Balonarski klub OPA